# Dante (album)
Dante is het derde studioalbum van de Franse poëet Abd al Malik. Het lied "C'est du lourd" werd de meest succesvolle single van het album. Op het album is onder meer samengewerkt met Juliette Gréco en Wallen. Dante werd uitgebracht op 4 november 2008 door het label Atmosphériques in samenwerking met Polydor. Door meerdere muziekstijlen als rap, jazz en slam te combineren weet hij aansprekende en inspirerende muziek te maken voor jeugd en volwassenen.

## Track listing
1. Roméo et Juliette (met Juliette Gréco)
2. Gilles écoute un disque de rap et fond en larmes
3. Paris mais...(met Wallen)
4. Circule petit, circule
5. Lorsqu'ils essayèrent
6. Césaire (Brazzaville via Oujda)
7. C'est du lourd
8. Le marseillais
9. Le faquir
10. Conte alsacien
11. Raconte-moi Madagh (met Wallen)
12. HLM Tango
13. Noces à Grenelle

## Hitnoteringen
In Frankrijk stond het album 18 weken lang in de albumhitlijst, met een 11e plaats als grootste hitnotering. Ook in Zwitserland verkocht het album redelijk goed, maar het kwam daar slechts op de 66ste plaats van de albumhitlijst.
| Hitlijst (2008)              | Plaats |
| ---------------------------- | ------ |
| Vlag van Frankrijk           | 11     |
| European Top 100 Albums      | 83     |
| Belgische Ultratop 50 Albums | 48     |
| Vlag van Zwitserland         | 66     |